# 劳拉·朱利亚尼
劳拉·朱利亚尼（義大利語：Laura Giuliani；1993年6月5日—），意大利女子足球运动员，司职守门员，目前效力于米兰足球俱乐部和意大利国家女子足球队。她曾代表意大利参加2022年欧洲女子足球锦标赛和2023年国际足联女子世界杯等多场国际赛事。